# Беляев, Николай Григорьевич
Николай Григорьевич Беляев (5 июня 1925 — 22 апреля 1997, Закарпатская область) — советский военнослужащий, участник Великой Отечественной войны, полный кавалер ордена Славы, командир миномётного расчёта 1-й миномётной батареи 140-го гвардейского стрелкового полка 47-й гвардейской стрелковой дивизии 8-й гвардейской армии 1-го Белорусского фронта, гвардии старший сержант.

## Биография
Родился 5 июня 1925 года в деревне Круглица Быховского района Могилёвской области Белоруссии в крестьянской семье. Белорус. Окончил начальную школу. С августа 1942 года в партизанском отряде № 45 Могилёвской бригады.
В Красной Армии с марта 1944 года. На фронте в Великую Отечественную войну с июля 1944 года.
Командир миномётного расчёта 140-го гвардейского стрелкового полка гвардии старший сержант Николай Беляев особо отличился в боях на территории Польши и Германии.
7 октября 1944 года в районе Магнушевского плацдарма миномётным огнём вывел из строя дзот противника и уничтожил около десяти вражеских солдат. В ночь на 14 сентября 1944 года участвовал в разведке боем близ крепости Прага, поразив пулемётную точку и рассеяв до взвода противников, чем обеспечил успех наступавших советских подразделений.
Приказом по 47-й гвардейской стрелковой дивизии от 31 октября 1944 года за мужество и отвагу проявленные в боях гвардии старший сержант Беляев Николай Григорьевич награждён орденом Славы 3-й степени.
В боях за польский город Шверин 31 января 1945 года, обеспечивая продвижение пехоты, гвардии старший сержант Николай Беляев несколькими минами подавил две огневые точки и поразил вражеский пулемёт с расчётом.
Приказом по 8-й гвардейской армии от 31 марта 1945 года за мужество и отвагу проявленные в боях гвардии старший сержант Беляев Николай Григорьевич награждён орденом Славы 2-й степени.
16 апреля 1945 года при прорыве обороны неприятеля и в последующих боях в районе германского города Зелов миномётным огнём уничтожил три пулемётные точки и до десяти солдат. В боях на улицах столицы Германии Берлин миномётный расчёт гвардии старшего сержанта Николая Беляев, следуя в боевых порядках пехоты, подавлял огневые точки врага и расчищал путь советским стрелковым подразделениям. 26 мая 1945 года гвардии старший сержант Николай Беляев был представлен к ордену Славы 1-й степени Военным советом 8-й гвардейской армии.
Указом Президиума Верховного Совета СССР от 15 мая 1946 года за образцовое выполнение заданий командования в боях с немецко-вражескими захватчиками гвардии старший сержант Беляев Николай Григорьевич награждён орденом Славы 1-й степени, став полным кавалером ордена Славы.
Гвардии старшина Беляев Н. Г. демобилизован осенью 1945 года. Экстерном окончил 10 классов. Трудился электрослесарем в Джамбулском химическом производственном управлении. Член КПСС с 1970 года. Жил в городе Ужгороде Закарпатской области Украины. Скончался 22 апреля 1997 года.
Награждён орденами Отечественной войны 1-й степени, Красной Звезды, Славы 1-й, 2-й, 3-й степени, медалями.